# Civigliane
Civigliane (in croato Civljane) è un comune della Croazia di 239 abitanti della Regione di Sebenico e Tenin.

## Località
Il comune di Civigliane è suddiviso nelle 2 frazioni (naselja) di Cetina e Civigliane.